# Толоконцев, Олег Махаммадович
Олег Махаммадович Толоконцев (до 1992 Ахмат Егамбердиев; 2 марта 1970, Казань — 8 января 2013) — советский и российский хоккеист, нападающий.
Воспитанник казанского хоккея. В сезоне 1987/88 дебютировал в СК имени Урицкого, проведя в первой лиге два матча. В сезонах 1989/90 — 1990/91 выступал за «СКА-2» Ленинград, сыграл 14 матчей за СКА в переходном турнире сезона 1990/91. Вернувшись в Казань, в течение пяти сезонов выступал за «Итиль» / «Ак Барс». Сезон 1996/97 провёл в тюменском «Рубине». В августе 1997 в составе тройки Иванов — Толоконцев — Шайдуллин перешёл в нижегородское «Торпедо». Сыграл три матча, и клуб отказался от его услуг. Толоконцев перешёл в нижнекамский «Нефтехимик», но провёл только шесть матчей. Имея действующий контракт с «Нефтехимиком», не играл год, но был возвращён в команду в середине 1998/99. В начале следующего сезона Толоконцев из-за серьёзной конкуренции перешёл в «Салават Юлаев», где сыграл один матч — против «Нефтехимика» и оказался в подольском «Витязе». Проведя четыре игры, перешёл в «Сибирь» Новосибирск. Сезон 2000/01 отыграл за «Нефтяник» Альметьевск, в феврале 2001 попал в автоаварию, но травм не получил. В следующем сезоне перешёл в «Нефтяник» Лениногорск, в сезоне 2003/04 вернулся в альметьевский клуб, где был играющим тренером до сезона 2007/08.
Работал тренером клуба «Волна» Казань.
Скончался 8 января 2013 года в возрасте 42 лет из-за проблем с алкоголем.